# Zygodon altarensis
Zygodon altarensis är en bladmossart som beskrevs av Brotherus och Nicolajs Malta 1926. Zygodon altarensis ingår i släktet ärgmossor, och familjen Orthotrichaceae. Inga underarter finns listade i Catalogue of Life.